# 洛里斯·坎帕纳
洛里斯·坎帕纳（義大利語：Loris Campana，1926年8月3日—2015年9月3日），意大利男子自行车运动员。他曾代表意大利参加1952年夏季奥林匹克运动会自行车比赛，获得男子团体追逐赛金牌。